# 7.º Ejército (Imperio alemán)
El 7.º Ejército (en alemán: 7. Armee / Armeeoberkommando 7 / A.O.K. 7) fue un nivel de mando de ejército del Ejército Imperial Alemán en la I Guerra Mundial. Fue formado con la movilización en agosto de 1914 a partir de la II Inspección del Ejército. El ejército fue disuelto en 1919 durante la desmovilización después de la guerra.

## Historia
Formado al estallar la I Guerra Mundial, el 7.º Ejército formó el extremo izquierdo (sur) del ala de los Ejércitos alemanes en el frente occidental. Durante la ejecución del Plan XVII francés, el 7.º Ejército cubrió Alsacia, rechazando con éxito el ataque francés en la batalla de Lorena. Después tomó parte en la Carrera hacia el mar, un intento tanto de los ejércitos alemanes como anglo-franceses de doblar el flanco del otro.
Al final de la guerra servía como parte del Heeresgruppe Deutscher Kronprinz.

### Orden de batalla, 30 de octubre de 1918
Para el final de la guerra, el 7.º Ejército estaba organizado como sigue:
| Organización del 7.º Ejército el 30 de octubre de 1918 | Organización del 7.º Ejército el 30 de octubre de 1918 | Organización del 7.º Ejército el 30 de octubre de 1918 |
| Ejército                                               | Cuerpo                                                 | División                                               |
| ------------------------------------------------------ | ------------------------------------------------------ | ------------------------------------------------------ |
| 7.º Ejército                                           | XVII Cuerpo                                            | 24.ª División de Reserva                               |
| 7.º Ejército                                           | XVII Cuerpo                                            | 86.ª División                                          |
| 7.º Ejército                                           | XVII Cuerpo                                            | un tercio de la 10.ª División de Reserva               |
| 7.º Ejército                                           | III Cuerpo                                             | un tercio de la 10.ª División de Reserva               |
| 7.º Ejército                                           | III Cuerpo                                             | 26.ª División                                          |
| 7.º Ejército                                           | III Cuerpo                                             | 227.ª División                                         |
| 7.º Ejército                                           | III Cuerpo                                             | 3.ª División Naval                                     |
| 7.º Ejército                                           | VIII Cuerpo de Reserva                                 | 84.ª División                                          |
| 7.º Ejército                                           | VIII Cuerpo de Reserva                                 | 19.ª Divisiónn                                         |
| 7.º Ejército                                           | VIII Cuerpo de Reserva                                 | 2.ª División Bávara                                    |
| 7.º Ejército                                           | VIII Cuerpo de Reserva                                 | un tercio de la 10.ª División de Reserva               |
| 7.º Ejército                                           | 65.º Cuerpo (z.b.V.)                                   | 5.ª División                                           |
| 7.º Ejército                                           | 65.º Cuerpo (z.b.V.)                                   | 4.ª División de la Guardia                             |
| 7.º Ejército                                           | 65.º Cuerpo (z.b.V.)                                   | 216.ª División                                         |
| 7.º Ejército                                           | 65.º Cuerpo (z.b.V.)                                   | 50.ª División                                          |
| 7.º Ejército                                           | VII Cuerpo                                             | Sin unidades asignadas                                 |
| 7.º Ejército                                           | Trasladado al Armee-Abteilung A                        | 24.ª División                                          |

## Comandantes
El 7.º Ejército tuvo los siguientes comandantes durante su existencia.
| Desde                 | Comandante                                 | Previamente                                       | Con posterioridad                     |
| --------------------- | ------------------------------------------ | ------------------------------------------------- | ------------------------------------- |
| 2 de agosto de 1914   | Generaloberst Josias von Heeringen         | II Inspección del Ejército (II. Armee-Inspektion) | Alto Mando de la Defensa Costera      |
| 28 de agosto de 1916  | General de Artillería Richard von Schubert | XXVII Cuerpo de Reserva                           | Puesto en estatus de reserva inactiva |
| 27 de enero de 1917   | Generaloberst Richard von Schubert         | XXVII Cuerpo de Reserva                           | Puesto en estatus de reserva inactiva |
| 11 de marzo de 1917   | General de Infantería Max von Boehn        | Armee-Abteilung C                                 | Heeresgruppe Boehn                    |
| 22 de marzo de 1918   | Generaloberst Max von Boehn                | Armee-Abteilung C                                 | Heeresgruppe Boehn                    |
| 6 de agosto de 1918   | General de Infantería Magnus von Eberhardt | X Cuerpo de Reserva                               | 1.º Ejército                          |
| 15 de octubre de 1918 | Generaloberst Max von Boehn                | Heeresgruppe Boehn                                |                                       |